# Folke Kinnmark
Folke Georg Yngve Kinnmark, född 9 december 1898 i Göteborg, död 6 november 1951,  var en svensk psykiater. 
Efter studentexamen i Göteborg 1918 blev Kinnmark medicine kandidat vid Uppsala universitet och medicine licentiat där 1932. Han var t.f. amanuens vid Psykiatriska sjukhuset i Stockholm (Konradsberg) 1932–33, underläkare vid Solna sjukhem 1933–36, blev assistentläkare vid Akademiska sjukhusets i Uppsala medicinska avdelning 1936, överläkare vid Solna sjukhem 1937, läkare på anstalten Hall vid Södertälje 1941 och t.f. överläkare tillika styresman för Håga sjukhus vid Södertälje 1945. Han blev ledamot av ungdomsfängelsenämnden 1949. Han förordnades som expert i 1951 års fångvårdsutredning, men avled några månader senare.